# Konstantin Dobrew
Konstantin Dobrew (bulgarisch Константин Добрев; * 16. Juni 1974, englische Transkription Konstantin Dobrev) ist ein bulgarischer Badmintonspieler.

## Karriere
Konstantin Dobrev ist einer der bedeutendsten bulgarischen Badmintonspieler der 1990er und 2000er Jahre. Er nahm an mehreren Weltmeisterschaften teil und siegte unter anderem bei den nationalen Titelkämpfen, bei den Balkanmeisterschaften, den Finnish International, den Greece International, den Cyprus International und den Romanian International.
Aktuell ist er in Deutschland bei der BSG Unkel/Linz in der Regionalliga unter Vertrag.

## Sportliche Erfolge
| Saison | Veranstaltung                                 | Disziplin    | Platz | Name                                 |
| ------ | --------------------------------------------- | ------------ | ----- | ------------------------------------ |
| 1992   | Bulgarien: Einzelmeisterschaften der Junioren | Herrendoppel | 1     | Luben Panov / Konstantin Dobrev      |
| 1998   | Cyprus International                          | Herreneinzel | 1     | Konstantin Dobrev                    |
| 1998   | Balkan Championships                          | Herrendoppel | 1     | Konstantin Dobrev / Ivan Sotirrov    |
| 1998   | Balkan Championships                          | Mixed        | 1     | Konstantin Dobrev / Diana Koleva     |
| 1998   | Balkan Championships                          | Herreneinzel | 1     | Konstantin Dobrev                    |
| 1998   | Romanian International                        | Herreneinzel | 1     | Konstantin Dobrev                    |
| 1998   | Romanian International                        | Herrendoppel | 1     | Konstantin Dobrev / Asparuch Nedkov  |
| 1998   | Cyprus International                          | Mixed        | 1     | Konstantin Dobrev / Diana Koleva     |
| 1998   | Romanian International                        | Mixed        | 1     | Konstantin Dobrev / Diana Koleva     |
| 1999   | Balkan Championships                          | Herrendoppel | 1     | Konstantin Dobrev / Luben Panov      |
| 1999   | Balkan Championships                          | Herreneinzel | 1     | Konstantin Dobrev                    |
| 1999   | Balkan Championships                          | Mixed        | 1     | Konstantin Dobrev / Petya Nedelcheva |
| 1999   | Weltmeisterschaft                             | Herrendoppel | 33    | Konstantin Dobrev / Tzvetozar Kolev  |
| 1999   | Weltmeisterschaft                             | Mixed        | 33    | Konstantin Dobrev / Raina Tzvetkova  |
| 1999   | Bulgarien: Einzelmeisterschaften              | Mixed        | 1     | Konstantin Dobrev / Petya Nedelcheva |
| 2000   | Cyprus International                          | Herrendoppel | 1     | Luben Panov / Konstantin Dobrev      |
| 2000   | Balkan Championships                          | Herrendoppel | 1     | Konstantin Dobrev / Luben Panov      |
| 2000   | Cyprus International                          | Herreneinzel | 1     | Konstantin Dobrev                    |
| 2000   | Balkan Championships                          | Herreneinzel | 1     | Konstantin Dobrev                    |
| 2000   | Balkan Championships                          | Mixed        | 1     | Konstantin Dobrev / Petya Nedelcheva |
| 2000   | Bulgarien: Einzelmeisterschaften              | Herrendoppel | 1     | Konstantin Dobrev / Luben Panov      |
| 2000   | Bulgarien: Einzelmeisterschaften              | Mixed        | 1     | Konstantin Dobrev / Petya Nedelcheva |
| 2001   | Bulgarien: Einzelmeisterschaften              | Mixed        | 1     | Konstantin Dobrev / Petya Nedelcheva |
| 2001   | Bulgarien: Einzelmeisterschaften              | Herrendoppel | 1     | Konstantin Dobrev / Luben Panov      |
| 2001   | Bulgarien: Einzelmeisterschaften              | Herreneinzel | 1     | Konstantin Dobrev                    |
| 2001   | Weltmeisterschaft                             | Mixed        | 33    | Konstantin Dobrev / Petya Nedelcheva |
| 2001   | Weltmeisterschaft                             | Herrendoppel | 33    | Konstantin Dobrev / Luben Panov      |
| 2002   | Finnish International                         | Mixed        | 1     | Konstantin Dobrev / Petya Nedelcheva |
| 2002   | Greece International                          | Herrendoppel | 1     | Georgi Petrov / Konstantin Dobrev    |
| 2002   | Greece International                          | Mixed        | 1     | Konstantin Dobrev / Petya Nedelcheva |
| 2002   | Bulgarien: Einzelmeisterschaften              | Herrendoppel | 1     | Konstantin Dobrev / Georgi Petrov    |
| 2003   | Weltmeisterschaft                             | Mixed        | 17    | Konstantin Dobrev / Petya Nedelcheva |
| 2003   | Weltmeisterschaft                             | Herrendoppel | 17    | Konstantin Dobrev / Georgi Petrov    |
| 2003   | Greece International                          | Herrendoppel | 1     | Georgi Petrov / Konstantin Dobrev    |
| 2005   | Bulgarien: Einzelmeisterschaften              | Herreneinzel | 1     | Konstantin Dobrev                    |
| 2005   | Bulgarien: Einzelmeisterschaften              | Herrendoppel | 1     | Konstantin Dobrev / Georgi Petrov    |